# Sede titolare di Mira dei Greco-Melchiti
Myra dei Greco-Melchiti (in latino: Myrensis Graecorum Melkitarum) è una sede titolare arcivescovile della Chiesa cattolica.

## Cronotassi dei vescovi titolari
- Etienne Soukkarie † (25 aprile 1920 - 25 novembre 1921 deceduto)
- Joseph Elias Tawil † (23 ottobre 1959 - 28 giugno 1976 nominato arcieparca, titolo personale, di Nostra Signora dell'Annunciazione di Newton)
- Basile Khoury, B.S. † (25 agosto 1977 - 22 aprile 1985 deceduto)
- Georges Nicolas Haddad, S.M.S.P. (20 aprile 2002 - 17 ottobre 2006 nominato arcieparca di Baniyas)
- Michel Abrass, B.A. (11 novembre 2006 - 21 giugno 2014 nominato arcieparca di Tiro)